# Алвин и веверице (филмски серијал)
Алвин и веверице (енгл. Alvin and the Chipmunks) серијал је филмова заснованих на истоименим ликовима које је креирао Рос Багдасаријан, док су раније Филмове продуцирали Џенис Карман и Рос Багдасариан у издању 20th Century Fox. Улоге у живој акцији укључују Џејсон Ли (сва четири филма) и Дејвид Крос (прва три филма), гласовне улоге за CGI ликове веверице дају Џастин Лонг, Метју Греј Гублер и Џеси Макартни у сва четири филма, Кристина Еплгејт и Ана Фарис у три наставка, Ејми Полер у другом и трећем наставку и Кејли Квоко у четвртом филму.

## Филмови

### Алвин и веверице(2007)
На почетку приче срећу се три веверице, Алвина, Сајмона и Теодора, који гледају како им руше дом људи из компаније која продаје јелке. Док су момци још увек били у шуми, испоручен је у предворје престижне компаније Џет Рекордс, коју води реномирани продуцент по имену Ијан Хок (Дејвид Крос) у центру Лос Анђелеса. Ијан је бивши цимер Дејва Севила (Џејсон Ли), музичара и текстописаца без среће, који никада није одустао од наде да ће изградити успешну каријеру. Када Дејв дође у Џет Рекордс да понуди Ијану своју нову песму, грубо је избачен из канцеларије. Узимајући за утеху корпу са колачићима, пролази поред јелке коју управо постављају у предворју. Након што су помирисале укусне колачиће, непримећене веверице ускачу у корпу и Дејв их несвесно односи у свој стан, где се кришом врло удобно смештају.
Док кажете „Алвинеее!”, веверице полуде, претварајући свој нови дом у хаос. Међу њиховим несташлуцима су чување кекса испод тепиха (за зиму, како веверице објашњавају) и остављање мистериозних тамних округлих предмета свуда около (Сајмон тврди да су то... суво грожђе). Шокиран оним што су момци урадили са његовим станом, Дејв је још више запањен када открије да ови глодари не само да знају да причају већ и да певају. Упркос непријатностима са новим станарима, Дејв користи прилику да комбинује своје вештине писања песама са јединственим талентом веверица. Њихова прва сарадња „The Chipmunk Song (Christmas Don't Be Late)” постала је сензација и лансирала веверице међу музичке звезде. Уживају у свему што следи: журкама на представљању албума, лимузинама, блицама, фановима и конференцијама за штампу. У исто време, Алвин, Сајмон и Теодор одлучују да играју Купида. Они очајнички покушавају да направе романтичну сцену како би помирили Дејва и његову бившу девојку Клер (Кемерон Ричардсон). Проузрокујући велику нелагоду код Дејва, показују да су бољи певачи од проводаџија.
Међутим, Дејвови проблеми су много већи од пропуштене прилике за љубав. Ијанова похлепа и Дејвове потешкоће у прихватању обавеза стварају раздор између Дејва и његових љупких пријатеља. Алвин, Сајмон и Теодор су поново кренули у свет и лепо се уклопили у Ијанов корумпирани план за глобалну савремену поп музику. Када Ијан почне да их тера до крајности, дечаци схватају право значење оданости, породице и пријатељства. Али да ли је прекасно да побегнy из Ијанових канџи и пронађу пут назад до Дејва?

### Алвин и веверице 2(2009)
Музичке поп сензације Алвин, Сајмон и Теодор поново су на сцени. У наставку филма, Дејвов рођак Тоби добио је задатак да брине о Алвину и веверицама. Суперзвезде морају да се врате у школу као и сва друга деца, због чега су принуђене да занемаре своје каријере. Школа представља нове изазове за ове рок звезде. Постоје односи са вршњацима, спортом, али и девојкама. Када се каже девојке, мисли се на „Чипетове“, чији је менаџер у прошлости добро познат веверицама. Да би сачувале музички програм у школи, веверице се пријављују за борбу бенда у којој је главна награда 25.000 долара. У почетку је бенд „Чипетс”, који чине Бритања, Еленор и Џенет, само ривалска група, али романтичне варнице настају док се ова два бенда такмиче у музици.

### Алвин и веверице 3: Урнебесни бродолом(2011)
Три познате – музички талентоване – веверице: Алвин, Теодор и Сајмон и њихови другари из бенда „Чипети” отишли су чамцем на концерт, претварајући брод у своје игралиште. Међутим, убрзо након одласка долази до бродолома који их избацује на пусто острво далеко од сваке обале. Док покушавају да се врате кући, схватиће да острво није тако пусто како им се чинило.
После прве две авантуре Алвина, Теодора и Сајмона, три живахне веверице које постају музичке звезде, стиже нова авантура познатог трија лудих веверица. Овог пута, њихов авантуристички дух одвешће их у узбудљиве егзотичне пределе.
Алвин и веверице одушевљавају публику широм света скоро 50 година. Ове модерне поп звезде прекривене крзном настале су у машти једног музичара пре више од 50 година. Године 1958, Рос Багдасаријан старији је био музичар и текстописац који није имао среће на послу, са породицом коју је требало хранити. Потписао је уговор са кућом „Либерти рекордс” која је пропадала и хит је био преко потребан. Багдасаријан старији је испразнио породични банковни рачун и купио врхунски касетофон, а затим сео и покушао да одлучи шта да ради са њим. Осврћући се око свог стола, видео је примерак књиге под називом Дуел са чаробњаком. То је била инспирација за велики хит „Доктор”.
Багдасаријан је користио једноставну технику за глас чаробњака. Успорио је снимање и дубоким гласом снимио стихове, а затим га репродуковао нормалном брзином. Ова техника је дефинисала јединствене гласове Алвина, Сајмона и Теодора. Багдасаријану се допао глас који је створио за „Чаробњака“, али је желео да уради нешто ново са њим, да му да личност, само није знао како. Једног дана, док се возио кроз Национални парк Јосемити, веверица је истрчала испред његовог аутомобила, стала на путу, подигла се на задње ноге и као да га је изазвала да прође. Остало је историја... Та мала веверица је био Алвин.
Багдасаријан је стекао два пријатеља за несташног Алвина: Сајмона, практичног интелектуалца, и љупког Теодора. Заједно су били Алвин и веверице. Тада је Багдасаријан узео псеудоним Дејвид Севиља. Након првих радијских емисија и достизања позиције до тада најпродаванијег сингла, Веверице су дебитовале на телевизији – као лутке са Дејвом Севиљом (Багдасаријаном) – у емисији „Шоу Еда Саливана“. Опет је успех био неизбежан. Људи их се нису могли заситити. За три кратке године, веверице су продале 16 милиона плоча, освојиле неколико награда и појавиле се као ликови у ТВ серији. Прва два анимирана филма о Алвину и веверицама појавила су се 2007. и 2009. године, а луцкасте веверице имају своју видео игрицу.

### Алвин и веверице: Велика авантура(2015)
У новом филму, крзнени пријатељи верују да је Дејв (Срђан Тимаров, Џејсон Ли) одлучио да запроси своју нову девојку у Мајамију. Уверени да ће их оставити после веридби, Алвин, Теодор и Сајмон пакују кофере и крећу да га зауставе. Имају само три дана да га зауставе или ће добити застрашујућег полубрата.